# شقار نرجسي الأزهار
الشقّار النرجسي الأزهار نوع نباتي ينتمي إلى جنس الشقّار من الفصيلة الحوذانية.

## البيئة والانتشار
موطنه شمال غرب أمريكا الشمالية وأوروبا وآسيا. ينتشر في المناطق الباردة والعالية وسهوب التندرا.

## الوصف النباتي
نبات عشبي معمر ينتشر بالجذامير. الزهرة بيضاء ذات أعضاء جنسية صفراء. الثمرة فقيرة. يحتوي كأغلب أنواع الشقار على مواد مهيجة.